# Piero Sammataro

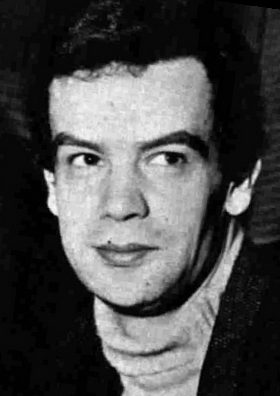
Piero Sammataro (1970)

Piero Sammataro (Roma, 27 settembre 1938 – Catania, 21 novembre 2013) è stato un attore e regista teatrale italiano.

## Biografia
Nato a Roma, ma trasferitosi subito a Cremona, nel 1963 conseguì il diploma presso l'Accademia nazionale d'arte drammatica Silvio D'Amico studiando con docenti del calibro di Rosanna Masi, Jone Morino, Annibale Ninchi, Carlo D'Angelo, Orazio Costa, Vittorio Gassman, ma soprattutto Sergio Tofano.
Partecipò a seminari e incontri con professionisti del calibro di Luigi Squarzina, Vittorio Gassman, Giorgio De Lullo, Rossella Falk, Romolo Valli, ma anche Paolo Grassi, Nicola Chiaromonte, Marcello Mastroianni, Giorgio Strehler, Luchino Visconti. Praticò la scherma con Nicolò Perno e studiò danza con Attilia Radice. Debuttò nel 1965, come attor giovane, nella celeberrima edizione dei Sei personaggi in cerca d'autore di Luigi Pirandello, diretto da Giorgio De Lullo ed al fianco di Rossella Falk, Elsa Albani e Romolo Valli. Recitò poi nelle Tre sorelle di Cechov e in Il confidente di Diego Fabbri. Nel 1966-67 lavorò allo Stabile di Roma dove interpretò La bottega del caffè di Carlo Goldoni e Dal tuo al mio di Giovanni Verga. Nel 1974 debuttò al Piccolo Teatro di Milano, con Il giardino dei ciliegi di Cechov per la regia di Giorgio Strehler. Resterà al Piccolo Teatro di Milano fino al 1991. Nel 1976 ritornò all'Accademia nazionale d'arte drammatica dove ebbe Silvio D'Amico come insegnante. Fra gli altri suoi spettacoli Servo di scena di Ronald Harwood per la regia di Guglielmo Ferro coprotagonista con Turi Ferro al Teatro stabile di Catania (1995) e Lorenzaccio di De Musset al Teatro Olimpico di Vicenza diretto da Maurizio Scaparro (1997), dove interpretò il cardinale Cybo.
Nel 2002 si trasferì definitivamente a Catania dove, presso il Teatro del canovaccio, fondò una sua scuola di recitazione La Bottega dei Mastri Artigiani, dove insegnò fino al 2011. Nel 2011 fu in scena sempre presso il Teatro del Canovaccio con Dagli all'untore di cui era anche regista. Partecipò a più di 250 produzioni. Fu attivo anche come attore radiofonico. Nel 2012 festeggiò i 50 anni di carriera.

## Teatro

### Attore
- Sei personaggi in cerca d'autore di Luigi Pirandello, regia di Giorgio De Lullo (1965)
- La bottega del caffè di Carlo Goldoni regia di Giuseppe Patroni Griffi, Teatro stabile di Roma (1966)
- Dal tuo al mio di Giovanni Verga, regia di Paolo Giuranna Teatro stabile di Roma (1967)
- Barbablù di Massimo Dorsi, regia di Lamberto Puggelli, Piccolo Teatro di Milano (1973)
- Il giardino dei ciliegi di Anton Čechov, regia di Giorgio Strehler, Piccolo Teatro di Milano (1974)
- Il consiglio d'Egitto di Leonardo Sciascia, regia di Lamberto Puggelli, Teatro stabile di Catania (1975)
- Amleto di William Shakespeare, regia di Gabriele Lavia, Teatro Manzoni di Milano (1978)
- La vita è un sogno di Pedro Calderón De La Barca, regia di Enrico D'Amato, Piccolo teatro di Milano, (1980)
- Il precettore, di Bertolt Brecht e Jakob Michael Reinhold Lenz, regia di Enrico D'Amato, Piccolo teatro di Milano (1983)
- Il conte di Carmagnola, di Alessandro Manzoni, regia di Lamberto Puggelli, Piccolo teatro di Milano (1989)
- La donna del mare di Henrik Ibsen, regia di Henning Brockhaus, Piccolo teatro di Milano (1991)
- Il servo di scena di Ronald Harvood, regia di Guglielmo Ferro, Teatro Stabile di Catania (1995)
- Lorenzaccio di Alfred De Musset, regia di Maurizio Scaparro, Teatro Olimpico di Vicenza (1997)
- Ai vecchi e ai giovani da Luigi Pirandello regia di Piero Sammataro, Teatro del canovaccio (2002)
- L'ultima stagione da Luigi Pirandello, regia di Rosario Minardi, Teatro del canovaccio (2004)
- Salvo ognuno da Anton Čechov regia di Piero Sammataro, Teatro del canovaccio (2005)
- Diario di un pazzo da Nikolaj Gogol', regia di Piero Sammataro, Teatro del canovaccio (2005)
- La favola è finita di Piero Sammataro, regia di Piero Sammataro, Teatro del canovaccio (2005)
- Il fantasma di Canterville da Oscar Wilde, di Eliana Silvia Esposito, regia di Giampaolo Romania, Teatro del canovaccio (2006)
- Sei personaggi in cerca d'autore di Luigi Pirandello regia di Piero Sammataro, Teatro del canovaccio (2007)
- Four season di Albert Wesker, regia di Elio Gimbo, Teatro del canovaccio (2008)
- Re Lear di William Shakespeare, regia di Elio Gimbo, Teatro del canovaccio (2010)
- Dagli all'Untore di Piero Sammataro, Teatro del canovaccio (2011)
- Ai vecchi ed ai giovani da Luigi Pirandello di Piero Sammataro, regia di Piero Sammataro, Teatro del canovaccio (2013)

### Regista teatrale
- La favola del figlio cambiato di Luigi Pirandello (1982)
- La fiaccola sotto il moggio di Gabriele D'Annunzio, Teatro Stabile di Catania (1994)
- Nove carusi che non si sa di Piero Sammataro e Valerio Cattano, Teatro del canovaccio, (2009)
- Otto donne e un mistero libero adattamento da Robert Thomas (2010)
- Il Lungo Pranzo di Natale di Thornton Wilder (2011)
- Dagli all'Untore di Piero Sammataro (2011)

## Filmografia

### Cinema
- Trappola per un uomo solo, regia di Massimo Scaglione (1981)

### Televisione
- Tovaritch, prosa di Jacques Deval, regia di Flaminio Bollini, trasmessa sul Secondo programma il 17 maggio 1967
- Il Leone di San Marco, regia di Alda Grimaldi - miniserie TV (1969)
- Una nuvola d'ira di Giovanni Arpino regia di Massimo Scaglione per RaiUno (1982)